# 12387 Tomokofujiwara
12387 Tomokofujiwara è un asteroide della fascia principale. Scoperto nel 1994, presenta un'orbita caratterizzata da un semiasse maggiore pari a 2,7372326 UA e da un'eccentricità di 0,0639825, inclinata di 17,01589° rispetto all'eclittica.